# Time Crisis 3
Time Crisis 3 è uno sparatutto in prima persona con pistola ottica e terzo capitolo della serie di Time Crisis di Namco, stavolta sviluppato da Nextech. Distribuito come videogioco arcade nel 2002, e convertito su PlayStation 2 l'anno seguente. Come nei precedenti capitoli, il giocatore spara ai nemici sullo schermo con una pistola ottica e ha il sistema a pedale, tipico della serie, per nascondersi e avanzare attraverso i livelli. Time Crisis 3 è il primo della serie che consente di cambiare o selezionare le armi.

## Trama
Nel 2003, 4 anni dopo Time Crisis II, Astigos, l'isola più ampia della nazione Mediterranea di Lukano, viene invasa dalle forze speciali della vicina federazione zagoriana. Guidati dal dittatore e generale Giorgio Zott, gli invasori conquistano l'80% di Astigos in un paio di settimane nonostante le proteste internazionali. Nel frattempo, i sopravvissuti difensori di Lukano si organizzano nella "Lukano Liberation Force" o "LLF" guidati da Daniel Winston. scoprendo che le forze zagoriane hanno installato una base nell'abbandonato osservatorio di stato di Astigos, Daniel e il suo tenente Jake Hernandez conducono una piccola truppa per infiltrarsi e distruggerla. Una volta all'interno, tuttavia, vengono catturati dalle truppe zagoriane. Una settimana dopo, la sorella di Daniel, Alicia intraprende una missione da sola per infiltrarsi in un bunker zagoriano. All'interno, scarica i dati dell'intelligence e scopre che gli zagoriani hanno acquisito missili balistici tattici, che intendono usare per eliminare il resto della LLF e le nazioni vicine potenzialmente minacciate. Alicia trasmette le informazioni al suo contatto alla V.S.S.E., a sua volta l'agenzia invia gli agenti Alan Dunaway e Wesley Lambert per distruggere i missili. Fingendosi pescatori, Alan e Wesley lanciano un attacco nel mare Marano ma sono velocemente bloccati e affondati dai difensori zagoriani. Il loro leader, il colonnello dell'Air Force Victor Zahn, li attacca con il suo elicottero pesantemente armato.
Alicia riesce a rubare una jeep e salvare gli agenti, poi li aiuta ad abbattere Zahn. I tre si dirigono nel centro della città di Astigos, dove sono separati da un attacco a sorpresa. Wesley e Alan si fanno strada attraverso la città e la foresta per raggiungere un treno di rifornimenti diretto al complesso di Zott. Nel frattempo, Alicia affronta Jake, che si rivela essere il traditore che ha venduto Daniel. Dopo aver fatto uscire Jake dalla città, Alicia si unisce agli agenti nel deposito treni. Randy Garrett, il capo della "Assassin Squad" di Zott, li porta in una trappola, distrugge il ponte, facendo cadere il treno nel fiume. Dopo aver finito Garrett e i suoi uomini, Alicia, Wesley, e Alan approdano alla base, dove si separano di nuovo per sconfiggere i difensori all'esterno. Alan e Wesley affrontano il sicario Wild Dog, che era apparentemente morto durante gli eventi dell'incidente di NeoDayne, con il suo nuovo compagno, Wild Fang, che ha un'enorme forza nelle gambe. Wild Fang viene apparentemente ucciso, ma una volta ancora Wild Dog si suicida tramite esplosivi per sfuggire alla cattura. Zott si prepara a giustiziare Daniel per vendetta, ma Alicia spara con il suo fucile da cecchino spara alla pistola disarmandolo. Alan e Wesley inseguono Zott nel complesso mentre Alicia libera gli uomini di Daniel dalla prigionia.
Armandoli, i combattenti arrivano giusto in tempo per salvare gli agenti dai soldati di Zott. Alan e Wesley affrontano Zott nella base principale e lo feriscono mortalmente, ma non prima che inizializzi il lancio. Usando lancia razzi, i due distruggono il tetto della struttura, facendolo penetrare e distruggendo i missili. Nello stesso tempo, Alicia cattura Jake che stava provando a scappare con una testata nucleare rubata. Lei danneggia il suo aereo, costringendolo a detonare il suo carico prematuramente. Usando le sue abilità da cecchino, Alicia distrugge simultaneamente il detonatore e uccide Hernandez prima che il suo veicolo in fiamme si schianti in mare. Ricongiuntasi con suo fratello, Alicia aiuta gli agenti a scappare. La loro missione è un successo, Wesley e Alan ritornano a casa, mentre la LLF sconfigge e caccia definitivamente gli zagoriani da Lukano, riconquistanto il 90% dell'isola di Astigos.

## Modalità di gioco
Time Crisis 3 incorpora un nuovo tipo di sistema che consente al giocatore di cambiare arma fra una pistola, una mitragliatrice, un fucile e un lancia granate. Solo la pistola ha munizioni illimitate, i giocatori possono sparare ai soldati vestiti di giallo per ottenere munizioni per le loro armi. Questa caratteristica sarà successivamente usata nella conversione di Crisis Zone, con alcuni cambiamenti. Il gioco ridefinisce anche il sistema "crisis flash" dove i proiettili pericolosi per la vita sono più luminosi, rendendo gli avvertimenti per rilasciare il pedale più semplici. Questo titolo fu più tardi distribuito per PlayStation 2, assieme a una storia parallela impersonata da Alicia Winston come personaggio giocabile, mentre è un supporto non giocabile della versione arcade del gioco. Il gameplay di Alicia è, per la maggior parte, lo stesso della campagna regolare, con sezioni occasionali in cui il giocatore deve usare un fucile da cecchino per affrontare altri cecchini. Diversamente da Time Crisis e Time Crisis II, la versione console dispone di elementi di trama, caratteristiche, e armi non presenti nella sua controparte arcade. Così come la versione PlayStation 2 di Time Crisis II, la modalità "Crisis Mission" aggiunge ulteriori missioni prolungando il gameplay.

## Spin-off per cellulari
Uno spin-off di Time Crisis 3, Time Crisis Mobile, fu pubblicato per cellulari e in seguito convertito nel 2009 per iPhone con il titolo di Time Crisis Strike.